# Zhuhai Championships
El Torneig de Zhuhai, conegut oficialment com a Zhuhai Championships, és un torneig de tennis professional que es disputa anualment sobre pista dura al Hengqin Tennis Center de Zhuhai, Xina. Pertany a les sèries 250 del circuit ATP masculí i es disputa entre setembre i octubre. El torneig es va inaugurar l'any 2019 en substitució del torneig de Shenzhen.

## Palmarès

### Individual masculí
| Any  | Campió                                            | Finalista                                         | Resultat                                          |
| ---- | ------------------------------------------------- | ------------------------------------------------- | ------------------------------------------------- |
| 2023 | Karén Khatxànov                                   | Yoshihito Nishioka                                | 7−6(2), 6−1                                       |
| 2022 | Torneig suspès a causa de la pandèmia de COVID-19 | Torneig suspès a causa de la pandèmia de COVID-19 | Torneig suspès a causa de la pandèmia de COVID-19 |
| 2021 | Torneig suspès a causa de la pandèmia de COVID-19 | Torneig suspès a causa de la pandèmia de COVID-19 | Torneig suspès a causa de la pandèmia de COVID-19 |
| 2020 | Torneig suspès a causa de la pandèmia de COVID-19 | Torneig suspès a causa de la pandèmia de COVID-19 | Torneig suspès a causa de la pandèmia de COVID-19 |
| 2019 | Alex de Minaur                                    | Adrian Mannarino                                  | 7−6(4), 6−4                                       |

### Dobles masculins
| Any  | Campions                                          | Finalistes                                        | Resultat                                          |
| ---- | ------------------------------------------------- | ------------------------------------------------- | ------------------------------------------------- |
| 2023 | Jamie Murray Michael Venus                        | Nathaniel Lammons Jackson Withrow                 | 6−4, 6−4                                          |
| 2022 | Torneig suspès a causa de la pandèmia de COVID-19 | Torneig suspès a causa de la pandèmia de COVID-19 | Torneig suspès a causa de la pandèmia de COVID-19 |
| 2021 | Torneig suspès a causa de la pandèmia de COVID-19 | Torneig suspès a causa de la pandèmia de COVID-19 | Torneig suspès a causa de la pandèmia de COVID-19 |
| 2020 | Torneig suspès a causa de la pandèmia de COVID-19 | Torneig suspès a causa de la pandèmia de COVID-19 | Torneig suspès a causa de la pandèmia de COVID-19 |
| 2019 | Sander Gillé Joran Vliegen                        | Marcelo Demoliner Matwé Middelkoop                | 7−6(2), 7−6(4)                                    |